# Jordporina
Jordporina (Porina mammillosa) är en lavart som först beskrevs av Theodor 'Thore' Magnus Fries, och fick sitt nu gällande namn av Vain. Jordporina ingår i släktet Porina och familjen Porinaceae.  Arten är reproducerande i Sverige. Inga underarter finns listade i Catalogue of Life.